# Termální lázně Gellért
Termální lázně Gellért (maďarsky Gellért gyógyfürdő) jsou lázně v Budapešti nacházející se v budově stejnojmenného hotelu, jehož budova patří k významným secesním památkám města. Pojmenování pochází od Gellértovy hory (maďarsky Gellért hegy).

## Historie
Lázně a nemocnici v tomto místě založil ve 13. století král Ondřej II. Lázně zde fungovaly i v době turecké nadvlády. Po znovudobytí města Uhry lázně patřily rodinnému lékaři Leopolda I. Lázně nacházející se v jednopatrové prosté budově tehdy nesly název Sárosfürdőnek (Bahnité lázně) vzhledem k jemnému bahnu, které voda vyvěrající z pramene obsahovala. Jeho syn lázně v roce 1718 prodal městu Buda. Od roku 1809 byly lázně opět prodány do soukromých rukou. V souvislosti se stavbou blízkého mostu Svobody byla v roce 1894 budova lázní zbořena a pozemek s pramenem vyvlastněn za účelem výstavby budovy městských lázní. V letech 1912–1918 byla vystavěna v secesním stylu honosná budova lázní a hotelu Gellért. Lázně byly považovány za tehdy nejmodernější lázně v Evropě s vysoce vyspělými lékařskými technologiemi a luxusním vybavením. V roce 1927 byly v místě původního lázeňského parku vybudovány venkovní lázně s bazénem vybaveným vlnobitím. V roce 1934 byla doplněna vířivka s podvodními barevnými světlomety. V roce 1945 byla budova vážně poškozena. Ještě během téhož roku byla částečně opravena, poslední poválečné opravy skončily až v roce 1961. V roce 1980 a poté v letech 2007–2008 proběhly rozsáhlé rekonstrukce.
Lázně byly postaveny podle plánů Artúra Sebestyéna, Ármina Hegedűse a Isidora Sterka. Komplex budov je pozdně secesní dílo, jeho kopule jsou barokní. Centrální hala je dlouhá 74 a široká 11 metrů se stropem s barevným sklem. Budova obsahuje veliké množství uměleckých artefaktů, soch, sloupů, mozaik, obkladů apod. V prostoru obou postranních křídel s bazény jsou stěny pokryté barevným porcelánem Zsolnay. Stejně jako lázně Széchenyi mají lázně Gellért zrcadlovou strukturu, levé a pravé křídlo jsou zvlášť pro muže a ženy, obě křídla mají podobný design. Od roku 2013 však bylo dělení na mužskou a ženskou část zrušeno.

## Parametry lázní
V centrální hale se nachází bazén s teplotou 26 °C ve spodní části s průhledy do chodby k šatnám. V jeho čele se nachází půlkruhový bazén s termální vodou o teplotě 36 °C. Strop v této hale je posuvný. Obě křídla mají po dvojicích bazénů s léčivou vodu o teplotách 36 °C  a 40 °C. Voda je čerpána z celkem 13 pramenů.
Voda obsahuje fluoridové ionty, hydrogenuhličitan sodný, sírany a sodík. Léčí se zde onemocnění kloubů a páteře, artritida, poranění kloubů, poruchy cévní a krevního oběhu, astmatické problémy a chronická bronchitida.

## Zajímavosti
V lázních se natáčelo několik filmů, v roce 1936 německý film Kde skřivánek zpívá, který režíroval Karel Lamač. V roce 1994 zde natáčel Jan Svěrák scénu filmu Akumulátor 1. Polská umělkyně Katarzyna Kozyra v letech 1997 a 1999 natočila metodou skryté kamery dění v lázních (v mužské části v přestrojení za muže s umělým penisem) s cílem zachytit chování žen a mužů v prostředí bez přítomnosti osob druhého pohlaví.[zdroj⁠?!]
V roce 2011 vyvolalo pobouření podezření, že německá pojišťovna Hamburg-Mannheimer v lázních uspořádala čtyři roky před tím pro některé své zaměstnance v pronajatých lázních nevázanou sexuální party. Podezření se však nepodařilo prokázat.[zdroj⁠?!]